# Uksitxan
Uksitxan és un gran volcà en escut situat al centre de la península de Kamtxatka, Rússia. El cim s'eleva fins als 1.692 msnm i cobreix una superfície de 1.850 km², cosa que el converteix en el més gran de la serralada Sredinni. El cim del volcà està dominat per una caldera de 12 quilòmetres de diàmetre on hi ha diversos doms de lava dacítica de fins a 900 metres d'alçada. Les colades de lava més antigues tenen entre 15 i 20 quilòmetres de llarg. Els flancs oest i nord-oest del volcà estan formats exclusivament per colades de lava, mentre els flancs est i sud-est estan coberts per material piroclàstic. La darrera erupció del volcà va tenir lloc durant el Plistocè.